# Pronay Halder
Pronay Halder (en bengalí: প্রণয় হালদার; Barrackpore, India, 25 de febrero de 1993) es un futbolista de la India que juega en la posición de centrocampista. Desde el 2023 juega con el Jamshedpur FC de la Superliga de India.

## Carrera

### Club
| Periodo   | Club                      | Apariciones | Goles |
| --------- | ------------------------- | ----------- | ----- |
| 2011–2013 | Pailan Arrows             | 24          | 1     |
| 2013–2016 | Dempo SC                  | 20          | 0     |
| 2015      | → FC Goa (cedido)         | 8           | 0     |
| 2016–2017 | Mohun Bagan AC            | 20          | 0     |
| 2016      | → Mumbai City FC (cedido) | 5           | 0     |
| 2017–2018 | FC Goa                    | 13          | 0     |
| 2018–2020 | ATK FC                    | 22          | 1     |
| 2020–2023 | Mohun Bagan AC            | 18          | 0     |
| 2021–2022 | → Jamshedpur FC (cedido)  | 14          | 1     |
| 2023-     | Jamshedpur FC             | 7           | 0     |

### Selección nacional
jugó para India sub-23 en la Eliminatoria para el Campeonato Sub-22 de la AFC 2013 que se jugó en Omán el 23 de junio de 2012. Halder jugó en los cuatro partidos del torneo.
Halder se convirtió en el futbolista 496 en jugar para India el 31 de agosto de 2015 ante Nepal en un partido amistoso. Halder anotó su primer gol internacional en la victoria por 5-0 ante China Taipéi en la Intercontinental Cup en Mumbai.

## Logros

### Club
- Indian Super League: 2021–22[6][7]

### Selección nacional
- SAFF Championship: 2015
- Copa Intercontinental: 2018